# Phare de Matinicus Rock
Le phare de Matinicus Rock (en anglais : Matinicus Rock Light) est un phare actif situé sur Matinicus Rock (ceb), dans le comté de Knox (État du Maine).
Il est inscrit au Registre national des lieux historiques depuis le 14 mars 1988 .

## Matinicus Rock
Matinicus Rock est un rocher isolé, balayé par le vent, à 40 km de la côte. Il est à plus kilomètres au sud des îles de l'archipel dont la principale est Matinicus Isle dans le golfe du Maine. Matinicus Rock est maintenant connue pour être le site de nidification le plus au sud du macareux moine et, à partir de 2009, du guillemot de Troïl. La Société nationale Audubon a souvent des observateurs sur l’île pendant la saison de nidification. L'île est classée National Wildlife Refuge.

## Histoire
La première station date de 1827 et les structures existantes date de 1857. Le phare occupe le centre du rocher et comprend deux tours, une maison de gardien, un hangar et un hangar à bateaux. Le quai est situé sur le côté nord-ouest du rocher. Les deux tours mesurent 12 mètres de haut et sont construites en pierre de granit. Seule la tour sud est active et possède une lanterne à douze côtés, tandis que l’autre a perdu sa lanterne. La maison du gardien est reliée à la tour active, une structure à un seul étage dont les murs d'extrémité sont constitués de granit semi-circulaires, vestiges des phares plus anciens.
En 1827, l'United States Lighthouse Service érigea une paire de tours en bois et une résidence de gardien pavée sur le rocher Matinicus. Les feux ont guidé le trafic maritime jusqu'en 1848, date à laquelle ils ont été remplacés par une structure en granit. En 1857, le gouvernement reconstruisit les tours et les plaça à une distance de 55 mètres pour les rendre plus efficaces. le phare nord a été désactivé en 1924. Alexander Parris (en) est l'architecte qui a conçu les phares de 1848.
Ce phare est célèbre pour l'histoire d'Abbie Burgess (en), qui dans sa jeunesse a maintenu la lumière pendant plusieurs semaines, alors que son père, le gardien du phare, était sur le continent. Les tempêtes hivernales ont empêché son retour au bon moment. Sa mère était aussi très malade.
Matinicus Rock est maintenant entièrement automatisé depuis 1983. Sa lentille de Fresnel de 1857 est exposé au Maine Lighthouse Museum de Rockland . Un groupe électrogène diesel utilisé pour l'électricité a été remplacé par des panneaux solaires en 2007.

## Description
Le phare  est une tour cylindrique en granit, avec une galerie et une lanterne de 14,5 m de haut, attachée à une maison en granit au toit rouge. La tour est non peinte et la lanterne est blanche avec un toit rouge. Il émet, à une hauteur focale de 27 m, un éclat blanc d'une seconde par période de 10 secondes. Sa portée est de 20 milles nautiques (environ 37 km).
Il est équipé d'une corne de brume émettant un blast par période de 15 secondes.

## Caractéristiques dufeu maritime
Fréquence : 10 secondes (W)
- Lumière : 1 seconde
- Obscurité : 9 secondes

Identifiant : ARLHS : USA-484 ; USCG : 1-0010 - Amirauté : J0116 .
|                     |
| Le phare (vers1980) |

|                                         |
| Matinicus Rock-National Wildlife Refuge |

### Lien connexe
- Liste des phares du Maine